# Tratado sobre Mísseis Antibalísticos
O Tratado sobre Mísseis Antibalísticos ou Tratado ABM (1972-2002) foi um tratado de controle de armas entre os Estados Unidos e a União Soviética sobre a limitação dos sistemas de mísseis antibalísticos (ABM) usados na defesa de áreas contra mísseis balísticos - entregou armas nucleares. De acordo com os termos do tratado, cada parte estava limitada a dois complexos ABM, cada um dos quais deveria ser limitado a 100 mísseis antibalísticos.
Assinado em 1972, teve duração de 30 anos. Em 1997, cinco anos após a dissolução da União Soviética, quatro ex-repúblicas soviéticas concordaram com os Estados Unidos em suceder ao papel da URSS no tratado. Em junho de 2002, os Estados Unidos retiraram-se do tratado, levando ao seu encerramento.

## Tratado ABM

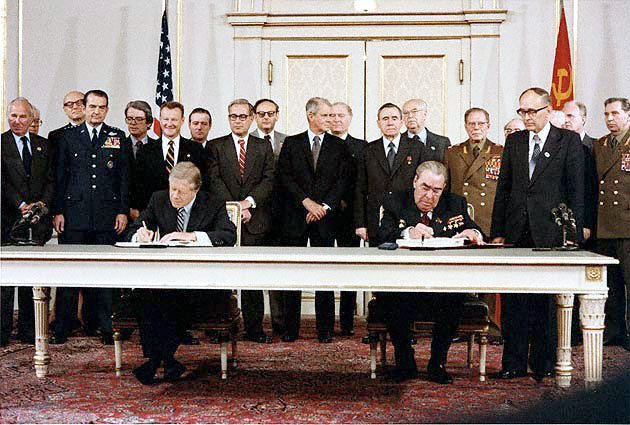
Jimmy Carter e Leonid Brezhnev assinando o tratado SALT II, 18 de junho de 1979, em Viena.

Os Estados Unidos propuseram pela primeira vez um tratado de mísseis antibalísticos na Conferência de Cúpula de Glassboro em 1967, durante as discussões entre o Secretário de Defesa dos Estados Unidos, Robert McNamara, e o Presidente do Conselho de Ministros da União Soviética, Alexei Kosygin. McNamara argumentou que a defesa contra mísseis balísticos pode provocar uma corrida armamentista e que pode provocar um primeiro ataque contra a nação que está em campo com a defesa. Kosygin rejeitou esse raciocínio. Eles estavam tentando minimizar o número de mísseis nucleares no mundo. Seguindo a proposta das decisões Sentinel e Safeguard sobre os sistemas ABM americanos, as conversações de limitação de armas estratégicas começaram em novembro de 1969 (SALT I). Em 1972, um acordo foi alcançado para limitar os sistemas defensivos estratégicos. Cada país tinha direito a dois locais nos quais poderia basear um sistema defensivo, um para a capital e outro para silos ICBM.
O tratado foi assinado durante a Cúpula de Moscou de 1972, em 26 de maio, pelo Presidente dos Estados Unidos, Richard Nixon, e pelo Secretário-Geral do Partido Comunista da União Soviética, Leonid Brezhnev; e ratificado pelo Senado dos Estados Unidos em 3 de agosto de 1972.
O Protocolo de 1974 reduziu o número de sites para um por parte, principalmente porque nenhum dos países desenvolveu um segundo site. Os locais eram Moscou para a URSS e o Complexo de Salvaguarda de Dakota do Norte para os EUA, que já estava em construção.

### Mísseis limitados pelo tratado
O Tratado limitou apenas os ABMs capazes de se defender contra "mísseis balísticos estratégicos", sem tentar definir "estratégico". Foi entendido que tanto ICBMs quanto SLBMs são obviamente "estratégicos". Nenhum dos países pretendia impedir o desenvolvimento de ABMs contra-táticos. O tópico se tornou discutível assim que os ABMs contra-táticos mais potentes começaram a ser capazes de derrubar SLBMs (SLBMs naturalmente tendem a ser muito mais lentos do que ICBMs), no entanto, ambos os lados continuaram o desenvolvimento de ABMs contra-táticos.

## Retirada dos Estados Unidos
Em 13 de dezembro de 2001, George W. Bush notificou a Rússia da retirada dos Estados Unidos do tratado, de acordo com a cláusula que exigia seis meses de antecedência antes de rescindir o pacto - a primeira vez na história recente que os Estados Unidos se retiraram de um importante tratado internacional de armas. Isso levou à eventual criação da Agência Americana de Defesa de Mísseis.
Putin respondeu à retirada ordenando um aumento das capacidades nucleares da Rússia, destinadas a contrabalançar as capacidades dos EUA.
A Rússia e os Estados Unidos assinaram o Tratado de Reduções da Ofensiva Estratégica em Moscou em 24 de maio de 2002. Este tratado determina cortes nas ogivas nucleares estratégicas implantadas, mas sem realmente exigir cortes no total de ogivas armazenadas e sem qualquer mecanismo de aplicação.

## Declaração de 2018 de Putin sobre novas armas
Em 1 de março de 2018, o presidente russo Vladimir Putin, em um discurso na Assembleia Federal, anunciou o desenvolvimento de uma série de sistemas de mísseis tecnologicamente novos e enfatizou que eles foram concebidos como uma resposta à retirada dos Estados Unidos do Tratado ABM. Suas declarações foram referidas pelos funcionários da administração Trump como mentiras em grande parte arrogantes, mas também como uma confirmação de que "a Rússia tem desenvolvido sistemas de armas desestabilizadores por mais de uma década, em violação direta de suas obrigações de tratado".